# Mysterium Fidei
Mysterium Fidei (latín: El misterio de la fe) es la tercera encíclica del papa Pablo VI. Fue promulgada el 3 de septiembre de 1965 y trata sobre la doctrina y culto de la eucaristía.

## Estructura
- Motivos de solicitud pastoral y de preocupación
- La eucaristía es un misterio de fe
- El misterio eucarístico se realiza en el sacrificio de la misa
- En el sacrificio de la misa, Cristo se hace sacramentalmente presente
- Cristo está presente en el sacramento de la eucaristía por la transustanciación
- Del culto latréutico debido al sacramento eucarístico
- Exhortación para promover el culto eucarístico